# Alfredo Carvalho
Alfredo Anselmo de Carvalho, mais conhecido por Alfredo Carvalho (Lisboa, 24 de janeiro de 1854 — Lisboa, 4 de abril de 1910), foi um ator de teatro português.

## Biografia
Nasceu em Lisboa, na freguesia da Lapa, a 24 de janeiro de 1854, filho de João Carlos Augusto de Carvalho, natural do Rio de Janeiro e de sua mulher, Carlota Joaquina Ema de Sousa Mendonça, natural de Lisboa.

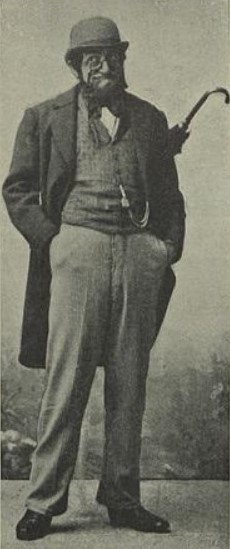
Retrato de Alfredo Carvalho num papel de "compadre" de revista (publicado no periódico O Occidente, a 30 de abril de 1910).

Oriundo de uma família distinta e abastada da aristocracia lisboeta, Alfredo Carvalho orgulhava-se, no entanto, de ter começado a sua carreira nos teatros de feira e nas barracas populares. Teria-se estreado, precisamente, num barracão de madeira e lona que existiu em Alcântara, na Rua da Fábrica da Pólvora, denominado "Teatro da Ilha dos Amores", inaugurado a 26 de outubro de 1867 e, posteriormente, em diversos pequenos teatros das feiras de Belém e Amoreiras. Alguns dos seus primeiros êxitos foram nas paródias O Abracadabra 36, Ramo de Ouro e Processo do Rasga. Assim continuou na juventude, representando em todas as províncias portuguesas, em teatros improvisados nas escolas, em adegas ou em qualquer parte que lhe permitisse improvisar.
Mesmo iniciando a sua atividade de maneira modesta, as suas apresentações chamavam a atenção dos espectadores, sendo desde logo aclamado pela sua veia cómica. Foi numa destas ocasiões, em 1880, que o empresário Manuel José de Araújo, com a colaboração do escritor Francisco Jacobetty e do ator Joaquim Silva, convidaram Alfredo Carvalho a, em conjunto, dirigir o Teatro do Rato, conseguindo angariar espectadores com comédias em 1 ato, como por exemplo a paródia Grande Avenida. No entanto, a empresa dissolveu-se ao fim de seis récitas. Seguiu depois para a Rua dos Condes, onde se estabeleceu o Teatro Chalet sob a direção do empresário Araújo, um modesto teatro onde representou a revista O Micróbio, a mágica A Sombra do Rei e a paródia Duque de Vizela, entre outras, cujo rendimento lhe foi proveitoso. Com a saída de Alfredo Carvalho e Joaquim Silva dos teatros populares e subsequente morte de Jacobetty, dramaturgo de eleição destes espaços, estes desapareceram.
Em pouco tempo Alfredo Carvalho tornou-se popular, em virtude dos seus "trejeitos e maleabilidade fisionómica". Disputado pelos empresários teatrais da cena lisboeta, chegou a ter ordenados magníficos e esteve no Teatro dos Recreios, Teatro do Ginásio, Teatro da Rua dos Condes Teatro da Trindade e Teatro D. Amélia. Fez, inclusive, digressões ao Porto e aos Açores, onde foi aplaudido entusiasticamente.

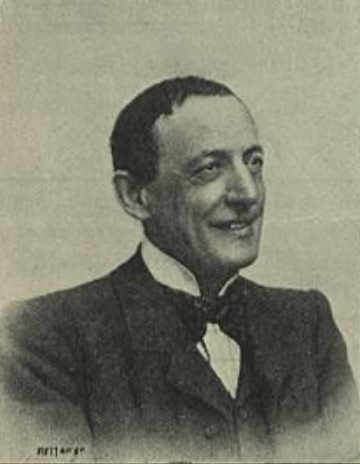
Retrato de Alfredo Carvalho (publicado no periódico O Occidente, a 30 de abril de 1910).

As suas criações mais célebres foram em papéis de compadre de revista, nomeadamente "Lucas", "Cosme" e "Félix Telles de Meyrelles" nas revistas Tim tim por tim tim, Tamtam e Sal e Pimenta, respetivamente, todas da autoria de António de Sousa Bastos, que escreveu as duas últimas expressamente para o ator, após o sucesso obtido no personagem "Lucas", quer em Portugal, quer no Brasil, onde esteve em tournée, tendo esta peço subido à cena mais de 350 vezes nos dois países. No entanto, interpretou com igual sucesso papéis de outros géneros teatrais como o "Rei" na mágica A gata borralheira, o "Diplomata" no vaudeville Niniche, "Agapito" na ópera cómica Solar dos Barrigas, "Alcaide" na ópera cómica O burro do sr. Alcaide, "Gaspar" na ópera cómica Sinos de Corneville, "Mestre Hilário" na opereta cómica Boneca, o "Perceptor" na fantasia Filha do Inferno, "Rajah" na fantasia Vénus ou o "Mordomo" no vaudeville Cigarra, entre muitos outros.
Sousa Bastos descreveu o ator da seguinte forma, na obra Diccionario do theatro portuguez (1908):

"Alfredo Carvalho tem graça natural e muito sua, graça verdadeiramente portuguesa, provocando tempestades de riso, sem nunca ser inconveniente. Depois de Isidoro ainda não tivemos outro actor para improvisar com tanta felicidade. Alfredo Carvalho é muito útil na comédia, impagável nas mágicas e insubstituível nas revistas. Não há outro artista que disponha do público como ele. Nos compadres das revistas é inigualável. A quantas peças deste género tem ele dado longa vida com a feliz colaboração dos seus ditos impagáveis? (...) Mas não é só nos compadres de revista que ele é insigne, como muitos pretendem, principalmente os seus colegas. Alfredo Carvalho em todos os géneros tem papéis magnificamente interpretados."

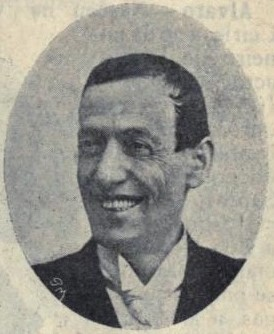
Retrato de Alfredo Carvalho (publicado no Diccionario do theatro portuguez, em 1908).

Acometido por uma enfermidade na garganta durante um longo período e estando escriturado no Teatro da Avenida na época de 1908/1909, foi-lhe dado um pequeno papel na revista ABC, onde pouco dizia, já com alguns sinais de debilidade na voz. No verão de 1909, vários amigos e colegas organizaram-se em comissão para promover uma festa pelo seu restabelecimento, que teve casa cheia.
A 2 de abril de 1910, esteve com os jornalistas do periódico Diário Illustrado, na ourivesaria Eloy à Rua Garrett, em Lisboa, onde conversou sobre a revista Arco da Velha, na qual lhe estava destinado um papel e que se devia estrear em junho no Ginásio. Estando dois dias depois na pastelaria "Bijou de l'Avenue", na Avenida da Liberdade, onde era cliente assíduo, sofreu uma sofucação quando se encontrava sentado numa mesa, por volta das 22 horas. Sendo levado para casa num elétrico, falece pouco depois, na sua residência, o 3.º andar do prédio n.º150 da Avenida da Liberdade, na freguesia de São José, às 22 horas e 10 minutos de 4 abril de 1910, aos 56 anos de idade. Foi vitimado por uma angina pectoris.
O ator encontrava-se viúvo da sua mulher, Maria de Cabanas de Lara Martins e nunca teve filhos, deixando como herdeiras apenas duas sobrinhas, filhas de seu irmão Ernesto Jorge de Carvalho. Foram-lhe prestadas homenagens em quase todos os meios de imprensa e a notícia enlutou a capital. O velório ocorreu na Igreja de São José, sendo depois sepultado em jazigo, no Cemitério dos Prazeres, em Lisboa. A Associação de Classe dos Artistas Dramáticos e a Companhia do Paraíso de Lisboa incorporou-se em peso no funeral. O préstito foi acompanhado pela orquestra do Teatro da Avenida, que realizou uma marcha fúnebre. Estiveram também presentes Maria das Dores, Urbano Rodrigues, Leopoldo Fróes, Joaquim de Almeida, Actor Vale, José Ricardo, Silvestre Alegrim, Eduardo Schwalbach, Tomás Del Negro, Veríssimo de Almeida, Sebastião de Magalhães Lima, Maximiliano de Azevedo, entre muitas outras figuras da época. Discursaram na sepultura Baptista Diniz, um compositor pela caixa de pensões do Anuário Comercial e António Pinheiro, que concluiu uma oração, com as seguintes palavras: "António Pedro que foi o Génio; Joaquim Silva, a Graça; Alfredo de Carvalho, o Riso."
Algumas das descrições feitas do ator por Sousa Bastos, aquando da sua morte, em carta enviado ao Diário Illustrado (6 de abril de 1910):

"Alfredo de Carvalho, no seu feitio de boémio, que o fora incorrigível, naquela chalaça permanente com que conversava, naquele desprendimento aparente de tudo que o cercava, era um bom, um impressionável, um amigo com que se podia contar. (...) Poucos, raros artistas terão tido como ele tão enorme popularidade, tão gerais simpatias e admiração mais sincera. Alfredo Carvalho era um grande artista, embora alguns quisessem amesquinhar o seu valor, dizendo-o apenas actor de revistas. (...) Nunca assistiu à prova ou marcação de qualquer peça. Encarregava disso o ponto, o contra-regra ou um colega. Logo que o papel estava marcado, dava-o a guardar ao bilheteiro do teatro ou deixava-o sobre a mesa do ensaio. Nunca mais lhe pegava, nem o decorava. Fazia apenas os últimos ensaios com o auxílio do ponto e lá ia para cena, fazendo quase sempre uma brilhante figura e obtendo os aplausos que muitas vezes os colegas estudiosos não conseguiam. E isto não era apenas nas revistas, em que a sua extraordinária veia cómica e inventiva substituía o estudo. Era em todos os géneros (...) O incomparável Taborda tinha por Alfredo de Carvalho a maior estima e admiração. O meu coração magoado precisava prestar-lhe esta derradeira homenagem de saudade, gratidão e justiça."